# Musée Wäinö-Aaltonen
Le Musée Wäinö-Aaltonen (finnois : Wäinö Aaltosen museo, suédois : Wäinö Aaltonens museum) est un musée d'art moderne au centre de Turku en Finlande.

## Description
Le bâtiment de style moderne est construit sur la rive orientale du  fleuve Aurajoki selon les plans de Wäinö Aaltonen, de son fils Matti Aaltonen et de la femme de ce dernier Irma Aaltonen. 
Il est voisin du bâtiment administratif du gouvernement.
Le musée est inauguré en 1967.
Les sculptures de la série de Travail et avenir de Wäinö Aaltonen sont exposées sur la terrasse devant le musée.
L'exposition permanente est basée sur la collection artistique de la ville dont une grande collection d'œuvres de Wäinö Aaltonen.

## Galerie

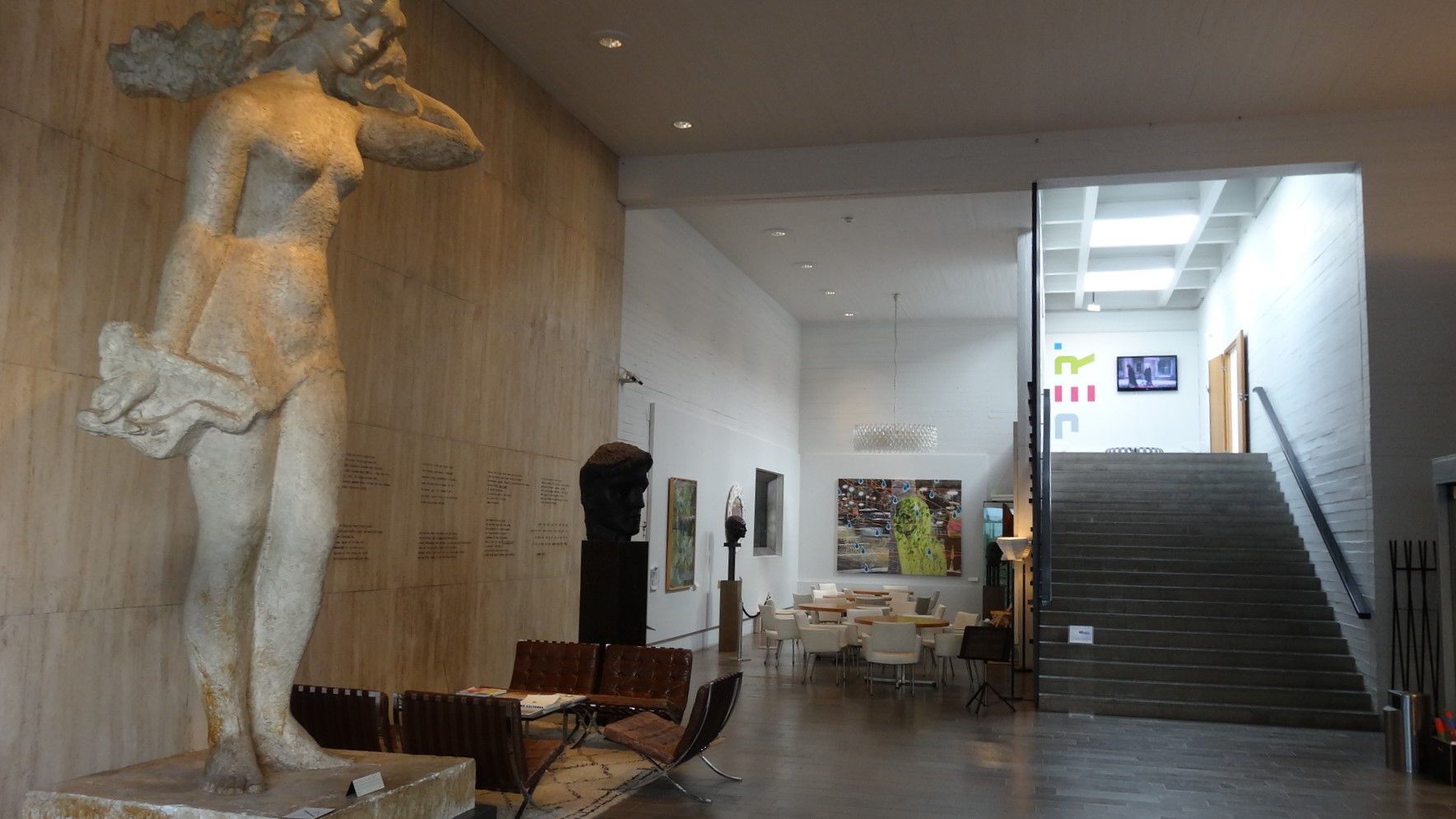
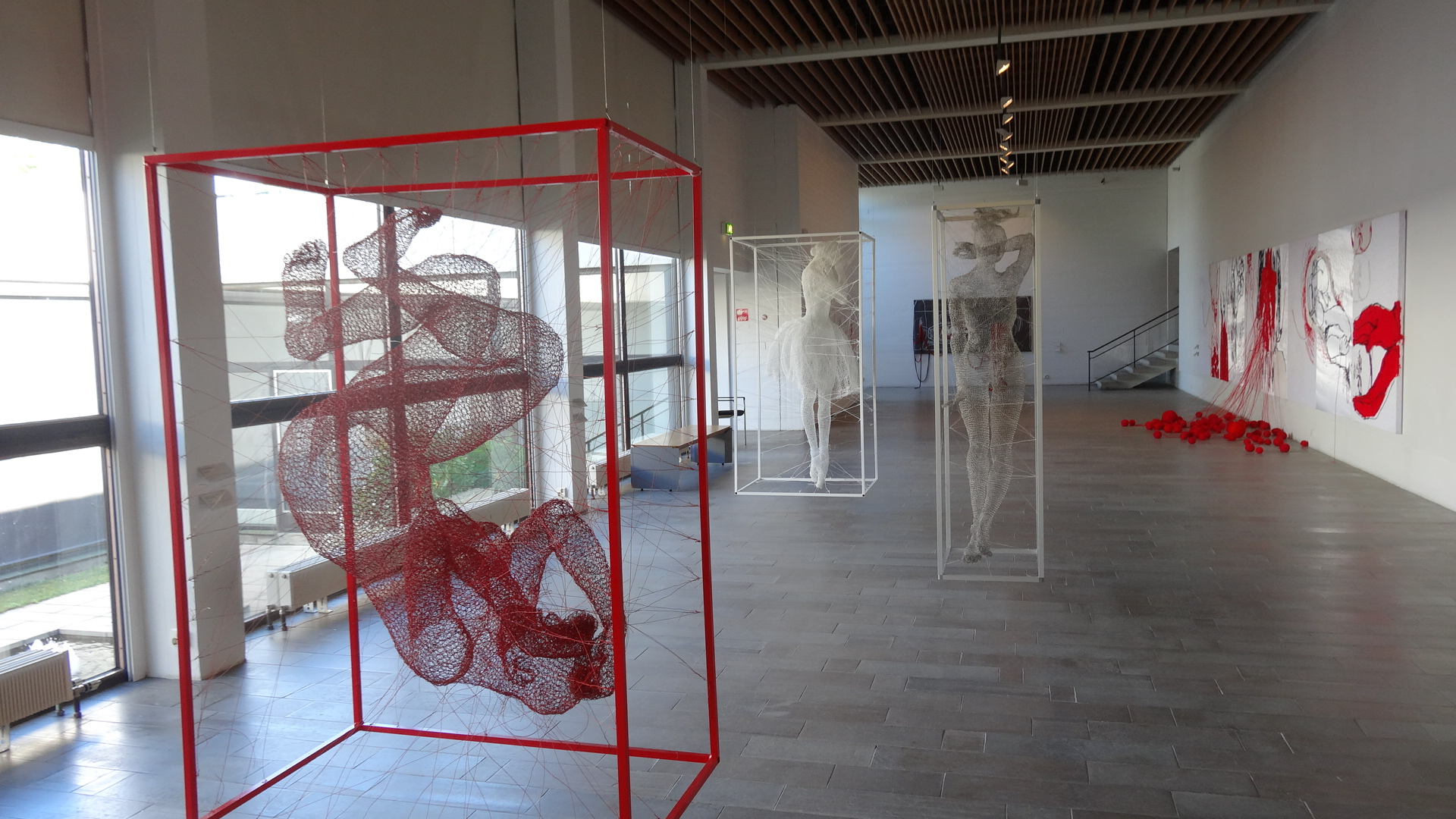
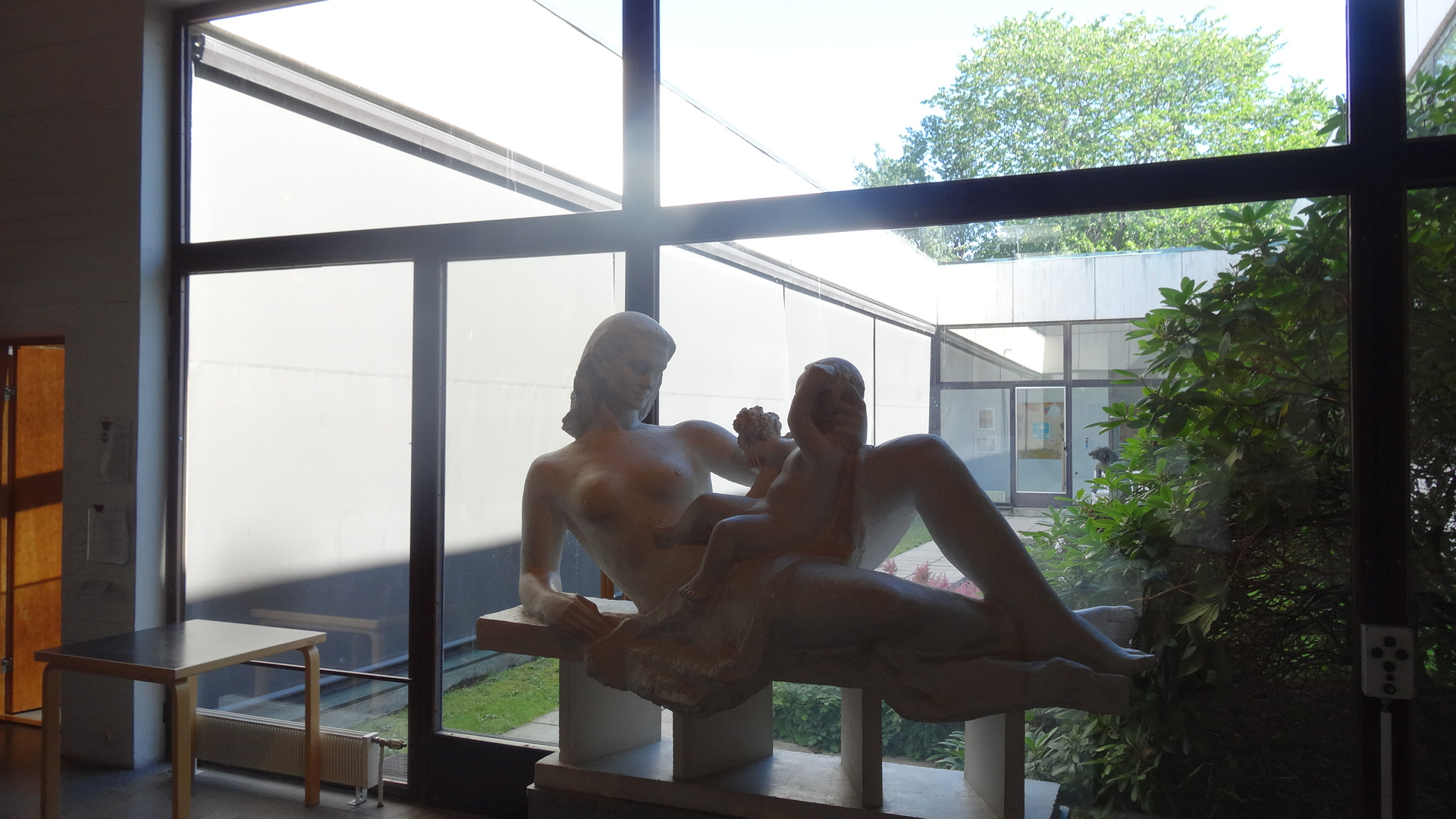